# Faissal Ebnoutalib
Faissal Ebnoutalib, né le 20 novembre 1970 à Nador au Maroc est un taekwondoïste allemand. Il a obtenu la médaille d'argent lors des Jeux olympiques d'été de 2000 dans la catégorie des moins de 80 kg, après avoir perdu contre Ángel Matos.
Il a connu également un podium mondial en 1999, décrochant une médaille de bronze aux Championnats du monde d'Edmonton. En 2000, il devient champion d'Europe chez les moins de 84 kg.
Son frère Mohamed pratique aussi le taekwondo au niveau international, étant médaillé mondial en 2003.

## Palmarès

### Jeux olympiques
- Médaille d'argent en moins de 80 kg à Sydney en 2000

### Championnats du monde
- Médaille de bronze en moins de 80 kg à Edmonton en 1999

### Championnats d'Europe
- Médaille d'or en moins de 84 kg à Patras en 2000